# Petrologie
Petrologie (z řeckého πέτρα, petra, kámen a λόγος, logos, znalost) je věda zabývající se vznikem, složením, vlastnostmi a výskytem hornin. Popisem hornin se zabývá příbuzný obor – petrografie. Je součástí geologie. Zkoumá litosféru, kamenný obal Země.
Má velmi úzký vztah k mineralogii, protože horniny se ve většině případů skládají z minerálů. Nezabývá se půdou, která je doménou pedologie.
Petrologie, rozlišuje horniny na:
- vyvřelé čili magmatické, a to
  - hlubinné čili plutonické
  - žilné čili neptunické
  - výlevné čili vulkanické,
- usazené čili sedimentované,
- přeměněné čili metamorfované.

Zkoumání vzniku hornin je kromě toho užitečné v ložiskové geologii při hledání nerostných surovin, ropy a dalších přírodních zdrojů. Přispívá také k pochopení dějů, které probíhají v zemské kůře jako celku a projevují se například tektonickou činností, zemětřeseními a podobně.